# Sympycnus minutulus
Sympycnus minutulus är en tvåvingeart som beskrevs av Octave Parent 1932. Sympycnus minutulus ingår i släktet Sympycnus och familjen styltflugor. Inga underarter finns listade i Catalogue of Life.